# Alphonse Maurice
Alphonse Maurice   (Hamburg, 14 d'abril de 1856 - Dresden, 27 de gener de 1905), nom complet Alfred Richard Alphonse Maurice, fou un compositor alemany del Romanticisme, era nebot del conegut director teatral Charles Maurice.
Estudià en el Conservatori de Viena i de Dresden, i entre les seves obres figuren: Venetianische Serenade (cor d'homes, tenor i piano); Abendfriden (cor mixt), Rhein-und Weinlieder (cor d'homes), l'òpera Der Wundersteg, diversos lieder, composicions per a piano i piano i violí, petites comèdies líriques, etc.